# تشانغ لي
تشانغ لي هو مؤلف موسيقي صيني ولد في ال17 من أكتوبر في عام 1932  في مدينة دا ليان بمقاطعة لياو نينغ شمال الصين. درس في المدرسة الأولى في مدينة دا ليان في عام 1945، والتحق بكلية المسرحيات بالمعهد الفني في مقاطعة شان دونغ  وكان اختصاصه الآداب في عام 1948، وبعد التخرج منه، عمل مؤلفا أدبيا في المعهد في عام 1950، وفي عام 1955، عمل مدرسا في كلية اللغة الصينية بجامعة المعلمين ببكين، وفي عام 1957، عمل مؤلفا في مكتب التأليف التابع لدار الأوبرا والمسرحية الراقصة في مقاطعة جي لين، وبعد ذلك، شغل مؤلفا مسرحيا على المرتبة الأولى الوطنية في مكتب التأليف التابع للفرقة الموسيقية القومية المركزية الصينية في عام 1970.